# Steeltown Records
Steeltown Records fue una compañía discográfica estadounidense, activa entre 1966 y 1972. Fue fundada por William Adams, Ben Brown, Maurice Rogers, Willie Spencer y Lou "Ludie" D. Washington en Gary, Indiana. Su popularidad radica en que fue la primera disquera en firmar al grupo The Jackson 5 en 1967.